# Искрен Митев
Искрен Николаев Митев е български икономист и политик от „Продължаваме промяната“. Народен представител в XLVII народно събрание, XLVIII народно събрание и XLIX народно събрание.

## Биография
Искрен Митев е роден на 22 март 1989 г. в град Варна. Началното си образование завършва в Бургас. Учи в Английска гимназия в София, след това специалност „Икономика с английски език“ в Стопанския факултет на Софийския университет, специалност „Международен бизнес“ във Финландия и специалност „Предприемачество“ в САЩ.
На парламентарните избори през ноември 2021 г. като кандидат за народен представител в 4-ти в листата на „Продължаваме промяната“ за 25 МИР София, откъдето е избран.
На парламентарните избори през октомври 2022 г. като кандидат за народен представител е 7-ми в листата на „Продължаваме промяната“ за 23 МИР София, откъдето е избран.
На парламентарните избори през април 2023 г. като кандидати за народен представител е 2-ри в листата на "Продължаваме промяната - Демократична България" за 26 МИР София Област, откъдето е избран.

## Професионален живот преди политиката
Преди да се впусне в политиката, Искрен Митев се занимава с предприемачество. Съосновател и съуправител е на ESCREO – компания, която произвежда безвредни екологични бои, които превръщат всякакви повърхности в стени за писане и в магнитни бели дъски. Продуктите се предлагат в целия свят. Искрен участва в различни организации, които подпомагат развитието на лидерството и предприемачеството в България. В последните 3 години участва в множество менторски програми, в стремежа си да сподели опита си и да бъде полезен на следващите поколения предприемачи и българската стартъп екосистема. 
През 2016 г. Митев е отличен в класацията на Forbes "30 под 30".
През 2019 г. е отличен като Founder of the Year 2019 в класацията на Central European Startup Awards.
През 2020 г., компанията му получава наградата Deloitte Impact Stars.
Работи за едно по-добро бъдеще за младото поколение, като участва в менторски програми за развиване на младите предприемачи.

## Професионален живот в политиката
В XLVII народно събрание и XLVIII народно събрание народният представител участва в комисиите по бюджет и финанси и по икономическа политика и иновации. Ръководител е на делегацията на PA OSCE и председателства подкомисията за наблюдение в областта на защитата на потребителите и ограничението на монополите. Народният представител е сред най-ангажираните с приятелските отношения на българския парламент със страни по цялото земно кълбо. Броят на "групите за приятелство", в които участва, е внушителен - 41.
В XLIX народно събрание е член на комисията по икономическа политика и иновации и комисията по външна политика.
Кандидатира се за Евродепутат в листата за европейски парламент на коалицията Продължаваме промяната - Демократична България на изборите през 2024 г. с преференция 107. Както обявява в собствения си пост, анонсиращ намеренията му. 
“Отказвам да бъда в две листи. Отказвам да не предам нататък. Достойно и справедливо е да избереш една битка и да я водиш истински - с цялото си сърце и душа. Само така ще си победител, дори и да я загубиш.
Не желая гарантирани места и лесни победи, искам трудности, непреодолими препятствия и невъзможни битки - те изграждат характера, те си струват истински. 7-ми е невъзможно място за евролиста. Коя битка досега беше възможна? Коя битка беше лесна? Те не се отказват, няма да се откажа и аз.”